# 崇仁之治
崇仁之治是西夏的一個盛世，指崇宗李乾順、仁宗李仁孝統治時期，以永安二年（1099）正月梁皇后被遼道宗遣使鴆殺，崇宗開始親政到乾祐二十四年（1193）九月仁宗病逝為止，共歷94年。